# Stylocellinae
Sous-famille
Les Stylocellinae sont une sous-famille d'opilions cyphophthalmes de la famille des Stylocellidae.

## Distribution
Les espèces de cette sous-famille se rencontrent en Asie du Sud-Est et en Asie du Sud.

## Liste des genres
Selon World Catalogue of Opiliones (14/04/2021) :
- Meghalaya Giribet, Sharma & Bastawade, 2007
- Stylocellus Westwood, 1874

### Famille Stylocellidae
Selon World Catalogue of Opiliones (26 octobre 2024) :
- Fangensinae Clouse, 2012
  - Fangensis Rambla, 1994
  - Giribetia Clouse, 2012
- Leptopsalidinae Clouse, 2012
  - Leptopsalis Thorell, 1882
  - Miopsalis Thorell, 1890
- Stylocellinae Hansen & Sørensen, 1904
  - Meghalaya Giribet, Sharma & Bastawade, 2007
  - Stylocellus Westwood, 1874
- sous-famille indéterminée
  - † Mesopsalis Bartel, Dunlop & Giribet, 2023
  - † Palaeosiro Poinar, 2008
  - † Sirocellus Bartel, Dunlop & Giribet, 2023

## Publication originale
- Hansen & Sørensen, 1904 : On Two Orders of Arachnida : Opiliones, Especially the Suborder Cyphophthalmi, and Riniculei, Namely the Family Cryptostemmatoidea. Cambridge University Press, Cambridge, p. 1–174 , (texte intégral)